# Randy Denton
Randall Drew Denton, detto Randy (Raleigh, 18 febbraio 1949), è un ex cestista statunitense, professionista nella ABA, nella NBA e in Italia.

## Carriera
Venne selezionato dai Boston Celtics al quarto giro del Draft NBA 1971 (61ª scelta assoluta).

## Palmarès
- Cinquantottesimo miglior marcatore di sempre ABA
- Ventottesimo migliore rimbalzista di sempre ABA
- Trentatreesimo per numero di stoppate di sempre ABA